# Crotonaldeide
La crotonaldeide è un composto chimico con la formula di struttura CH3CH=CHCHO. Il composto viene solitamente venduto come una miscela degli isomeri cis e trans, che differiscono per la posizione relativa dei gruppi metile e formile. L'isomero trans è più comune (le proprietà chimico fisiche riportate nella tabella a fianco si riferiscono a questo isomero). È moderatamente solubile in acqua e miscibile in solventi organici. Come aldeide insatura, la crotonaldeide è un intermedio versatile nella sintesi organica. La crotonaldeide si trova naturalmente, in concentrazioni da 1 a 700 ppm, in vari alimenti e si forma durante la combustione di combustibili fossili (compresi gli scarichi dei motori), legno e tabacco e negli oli da cucina riscaldati. La crotonaldeide è prodotta in modo endogeno dalla perossidazione dei lipidi, un processo che coinvolge l'ossidazione di acidi grassi polinsaturi, che sono componenti di base di membrane biologiche. Si presenta naturalmente in molti frutti, nella verdura e in altri alimenti.

## Sintesi
La crotonaldeide viene prodotta industrialmente per condensazione aldolica di due molecole di acetaldeide. 

Animazione della condensazione aldolica in ambiente basico di 2 molecole di acetaldeide

Due molecole di acetaldeide a temperatura moderata in presenza di idrossido di sodio diluito condensano, con la conseguente disidratazione (crotonizzazione) mediante acido acetico si forma crotonaldeide 
{\displaystyle {\ce {2 CH3CHO -> CH3CHOH-CH2CHO -> CH3CH = CHCHO + H2O}}}

## Reattività
La crotonaldeide è un'aldeide α, β-insatura e di conseguenza un composto molto reattivo. È un dienofilo prochirale ed un accettore di Michael. L'ampio spettro di reazioni comprende quelle sul gruppo carbonile e sul doppio legame C=C, con
formazione di 1,2-addotti e 1,4-addotti di Michael. Le reazioni si verificano anche sul gruppo metile, attivato dal gruppo carbonile tramite il doppio legame C=C.
L'aggiunta di cloruro di metil magnesio produce 3-penten-2-olo.
L'ossidazione della crotonaldeide forma acido crotonico, mentre la sua riduzione forma alcool crotilico.

## Utilizzo
La crotonaldeide è utilizzata come precursore nella chimica fine. L'acido sorbico, un conservante alimentare, e il trimetilidrochinone, un precursore del tocoferolo (vitamina E), sono preparati dalla crotonaldeide. Altri derivati includono acido crotonico e 3-metossibutanolo. Un fertilizzante a rilascio controllato (croto-diurea) è preparato condensando la crotonaldeide con 2 molecole di urea.

## Tossicologia
Ci sono pochi dati per una valutazione del rischio per gli effetti tossicologici della crotonaldeide nell'uomo. La crotonaldeide provoca irritazione e infiammazione della pelle, del tratto respiratorio e degli occhi. Negli esseri umani, la più bassa concentrazione irritante per la mucosa degli occhi e per il tratto respiratorio è di 0,5 mg/m3.
Si sospetta che la crotonaldeide sia mutagenica.